# Pablo Míguez
Pablo Míguez, vollständiger Name Pablo Nicolás Míguez Farre, (* 19. Juni 1987 in Montevideo) ist ein uruguayischer Fußballspieler.

## Karriere

### Verein
Der nach Angaben seines Vereins 1,83 Meter große Mittelfeldakteur Míguez debütierte in der Clausura 2008 bei Danubio in der Primera División. In jener Halbserie lief er in elf Erstligaspielen auf und schoss zwei Tore. In den drei folgenden Saisons war er weiterhin für die Montevideaner aktiv und bestritt in den drei Spielzeiten 25 (2008/09), 27 (2009/10) und 28 (2010/11) Spiele und erzielte dabei jeweils einen, zwei und drei Treffer. Zudem kam er in zwei Begegnungen der Liguilla Pre Libertadores 2009 zum Zuge. Sodann schloss er sich auf Leihbasis dem argentinischen Verein Unión de Santa Fe an. Dort absolvierte er in den beiden nachfolgenden Saisons 41 Ligaspiele, blieb dabei aber ohne persönlichen Torerfolg. Zur Spielzeit 2013/14 kehrte er zu Danubio zurück. Dort kam er in der laufenden Saison bis zum Abschluss der Apertura zu 13 weiteren Erstligaeinsätzen (932 Spielminuten). Seine Mannschaft gewann als Tabellenerster die Apertura 2013. Anschließend wechselte er nach Peru. Dort wurde er am 4. Januar 2014 bei Alianza Lima als Neuzugang der von seinem Landsmann Guillermo Sanguinetti trainierten Mannschaft vorgestellt. Für die Peruaner bestritt er 46 Spiele in der Primera División und schoss acht Tore. Auch kam er einmal (kein Tor) in der Copa Sudamericana 2014 und zweimal (kein Tor) in der Copa Libertadores 2015 zum Einsatz. Im nationalen Pokalwettbewerb, der Copa Inca, trug er 2014 mit zwölf Spielen und zwei Toren zum Titelgewinn seines Klubs bei. 2015 belegte seine Mannschaft in diesem Wettbewerb den 2. Platz. Míguez lief neunmal (kein Tor) auf. Im Januar 2016 wechselte er zum argentinischen Erstligisten Club Olimpo und bestritt für die Argentinier eine Partie (kein Tor) der Copa Argentina 16 Erstligaspiele, bei denen ihm ein persönlicher Torerfolg gelang. Mitte Juni 2016 verließ er den Klub, um sich dem Puebla FC in Mexiko anzuschließen. Bislang (Stand: 4. März 2017) lief er bei den Mexikanern in 20 Erstligaspielen (zwei Tore) und sechs Partien (kein Tor) der Copa México auf.

### Erfolge
- Copa Inca: 2014
- Gewinn des Torneo Apertura 2013